# Leucothyreus garbei
Leucothyreus garbei är en skalbaggsart som beskrevs av Ohaus 1931. Leucothyreus garbei ingår i släktet Leucothyreus och familjen Rutelidae. Inga underarter finns listade i Catalogue of Life.